# Varesnes
 Varesnes  es una población y comuna francesa, en la región de Picardía, departamento de Oise, en el distrito de Compiègne y cantón de Noyon.

## Demografía
| 401 | 374 | 346 | 342 | 382 | 382 |
| Para los censos de 1962 a 1999 la población legal corresponde a la población sin duplicidades (Fuente: INSEE [Consultar]) |     |     |     |     |     |